# Furão

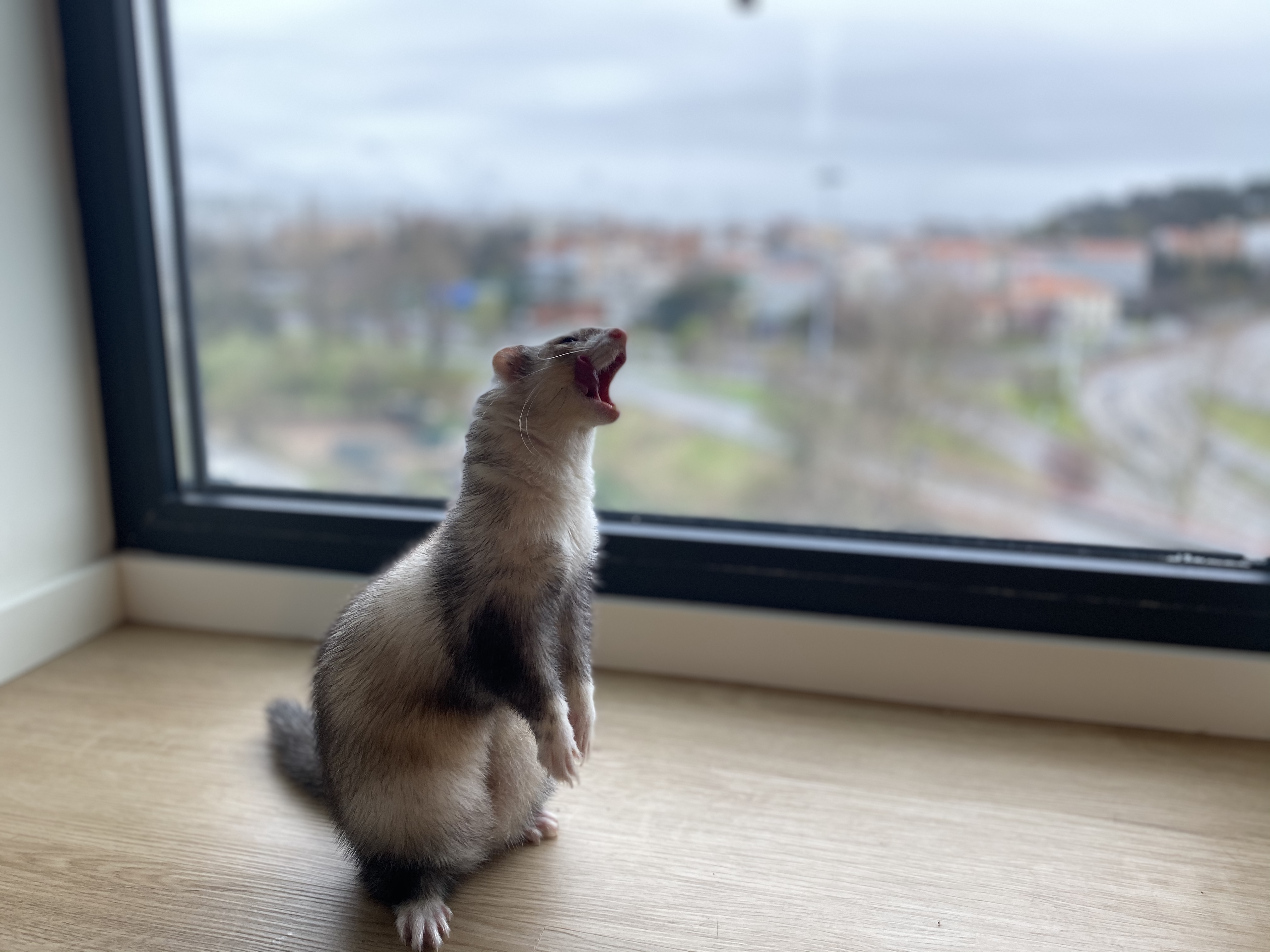
Furão doméstico Marshall - conhecido como Pascal

O furão é um mamífero carnívoro da família dos Mustelídeos. Existem diversas espécies de mustelídeos, sendo a mais conhecida o furão-doméstico (Mustela putorius furo), utilizado como animal de estimação em vários países do mundo. O termo é geralmente utilizado como referência ao furão-doméstico, descendente do tourão ou eventualmente do tourão-das-estepes, mas também há duas espécies de mustelídeos americanos que ocorrem do México à Argentina, conhecidas como furão-grande. (Galictis vittata) e furão-pequeno (Galictis cuja).
Ao contrário do que algumas crenças populares indicam, os furões não são roedores e pertencem à família dos Mustelídeos, na qual se incluem os texugos e as lontras.

## História

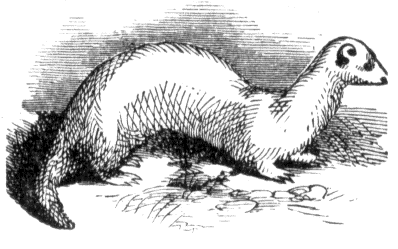
Desenho representando um furão.

Não se sabe ao certo quando os furões foram domesticados, embora pesquisas arqueológicas tenham encontrado vestígios de furões, datados de c. 1500 a.C.. É no entanto incerto afirmar que os antigos egípcios criavam furões, embora seja mais provável afirmar que os europeus, por alturas das suas primeiras incursões ao Egito, tenham observado a ampla domesticação de gatos, iniciando assim, na Europa, a adoção de pequenos carnívoros como forma de protecção contra os roedores que constantemente destruíam as provisões de cereais.
É no entanto provável que o furão tenha surgido do tourão (Mustela putorius), como também é possível que tenha vindo da doninha-das-estepes (Mustela eversmanni), ou, por outro lado, algum tipo de cruzamento híbrido entre as duas espécies. No entanto, estas três espécies apresentam similaridades e diferenças únicas.

### Caça com furão
Durante muito tempo, a principal utilização humana dada ao furão encontrava-se na caça, uma vez que, dotado de corpo magro e alongado e uma enorme curiosidade natural, o furão está adaptado para entrar em buracos e espantar roedores, ou coelhos para fora de suas tocas.
Continua ainda a ser usado para a caça em alguns países, tais como o Reino Unido e a Austrália, onde os coelhos são considerados pragas e a combinação de uma pequena rede com um ou dois furões continua sendo uma técnica muito utilizada, apesar dos avanços tecnológicos actuais. Contudo, esta prática é considerada ilegal em muitos países, devido principalmente à incerteza sobre a possibilidade de existirem desequilíbrios ecológicos com a sua disseminação.
Relatos históricos que indicam que César Augusto teria enviado furões (chamados de "viverrae" por Plínio) para as Ilhas Baleares como forma de controlo das pragas de coelhos. Com efeito e na mesma toada, há um paralelo histórico português no que toca a esta prática, porquanto os furões foram introduzidos nos arquipélagos dos Açores e da Madeira durante o séc. XV, precisamente por molde a servir de vector de controlo das populações de coelhos. Hodiernamente, a espécie ainda marca presença em todas as ilhas dos referidos arquipélagos (com excepção da Graciosa e do Corvo), contando com populações locais assilvestradas.
Já no século XVII, os furões teriam sido levados pela primeira vez ao Novo Mundo, tendo sido usados extensivamente desde 1860 até o início da Segunda Guerra Mundial como forma de proteção das provisões de cereais no oeste dos Estados Unidos.
Nos Estados Unidos, sua popularidade como animal de estimação começou, provavelmente, a partir de 1975, graças à Dra. Wendy Winstead, uma veterinária e antiga cantora de música folk que se dedicou ao comércio de furões, maioritariamente para pessoas famosas, tendo participado em diversas apresentações na televisão com os seus próprios animais.

## Animal de estimação

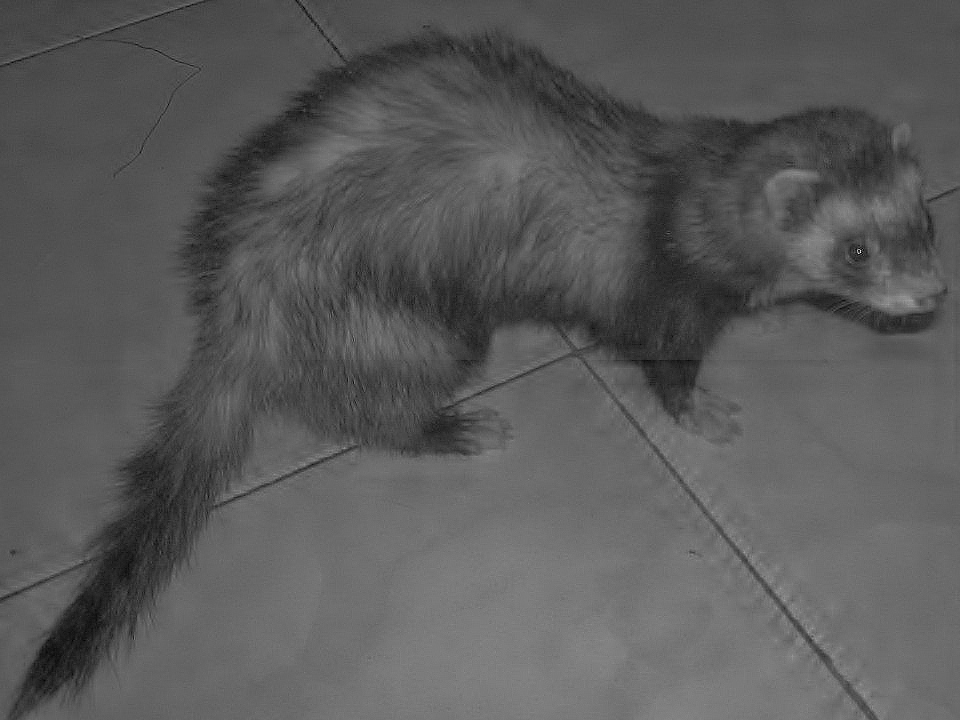
Furões na Áustria (1944).

Dotados de energia, curiosidade e potencial para o caos durante toda a vida, vigiam constantemente o ambiente que os rodeia, sendo tão chegados às pessoas quanto os gatos (desde que, a exemplo destes, o dono saiba criar e cativar os bichinhos), entregando-se ativamente às brincadeiras com seus donos.
Nos Estados Unidos e em França é considerado o terceiro animal de estimação, posicionado depois do gato  (primeiro) e do cão (segundo) sendo incluído na categoria NAC (novos animais de companhia).
Atualmente, o furão é considerado por alguns como um animal perigoso para as crianças, mas a proporcionalidade de problemas relatados é menor do que as ocorrências problemáticas com cães ou gatos.
A expectativa de vida pode ser muito variável, mas é habitual centrar a esperança média de vida entre os três e os seis anos, embora em raros casos possam chegar até aos treze anos.

### Perigos identificados
Devido ao facto de serem animais ágeis e curiosos, em ambientes domésticos têm bastante facilidade em passar por buracos nas paredes, armários ou por detrás de eletrodomésticos onde se podem ferir ou até mesmo morrer devido a choques elétricos, ventiladores ou outros objetos perigosos.
É comum ver o furão a mastigar objetos macios, geralmente constituídos por borracha, poliestireno (isopor no Brasil ou esferovite em Portugal) ou esponjas, que se tornam autênticos perigos em caso de ingestão, podendo bloquear o intestino ou até mesmo levá-lo a morte. As portas de tela são especialmente frágeis às unhas do furão, sendo que, as condutas de ventilação são por diversas vezes utilizadas como rotas de escapatória.
Ao contrário dos cães e dos gatos, a maioria dos furões quando se encontram perdidos, têm pouco sentido de orientação para retornar ao lar, ficando a vaguear sem rumo, caso não sejam rapidamente encontrados, acabando eventualmente por morrer num espaço de poucos dias.
Atualmente, em ambiente doméstico, uma das principais causas de acidentes fatais com os furões acabam por ser fruto da curiosidade natural do animal, que, ao entrar dentro de sofás rebatíveis ou cadeiras reclináveis, morrem esmagados quando os sofás ou as cadeiras são fechadas.
É por isso importante, por parte dos criadores domésticos, tomar providências com o fim de preparar a casa antes de tomar a decisão de ter um furão como animal de estimação. Diversos criadores aconselham a preparar a casa como uma tarefa contínua envolvendo a revisão cuidadosamente de todas as divisões, remoção de todos os objetos potencialmente perigosos e restrição de acesso a qualquer buraco ou eventual rota de fuga.
Os furões podem abrir armários ou portas que não estão bem fechados, sendo que muitos criadores tomam medidas no sentido de adquirir fechaduras usadas com o fim de proteger crianças, colocando os objetos considerados perigosos em locais altos e fora do alcance do animal.

### Atividade

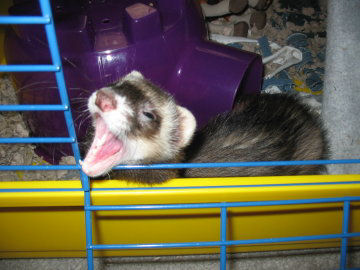
Furão ao acordar.

Os furões gastam a maior parte do seu tempo (entre 14 a 18 horas por dia) dormindo, embora, sejam muito ativos ao despertar, explorando persistentemente a área circundante. São crepusculares, ou seja, mais ativos por altura do amanhecer e do pôr-do-sol.
Embora pareçam, não são animais de gaiola. Devem ser criados soltos, como cães e gatos, ou terem um cômodo da casa reservado a estes. Tal como o gato, o furão pode usar uma caixa para suas funções de excreção com um pouco de treinamento.
São considerados ótimos parceiros de atividades em jardins e gostam especialmente de "ajudar" seus donos nessa tarefa, embora não devam ser permitidos andar sem vigilância, uma vez que não sentem medo de nada, a ponto de entrarem em situações eventualmente perigosas. Ao serem levados para fora, necessitam sempre de vigilância, de preferência sendo presos por coleiras especialmente preparadas para furões.

### Socialização

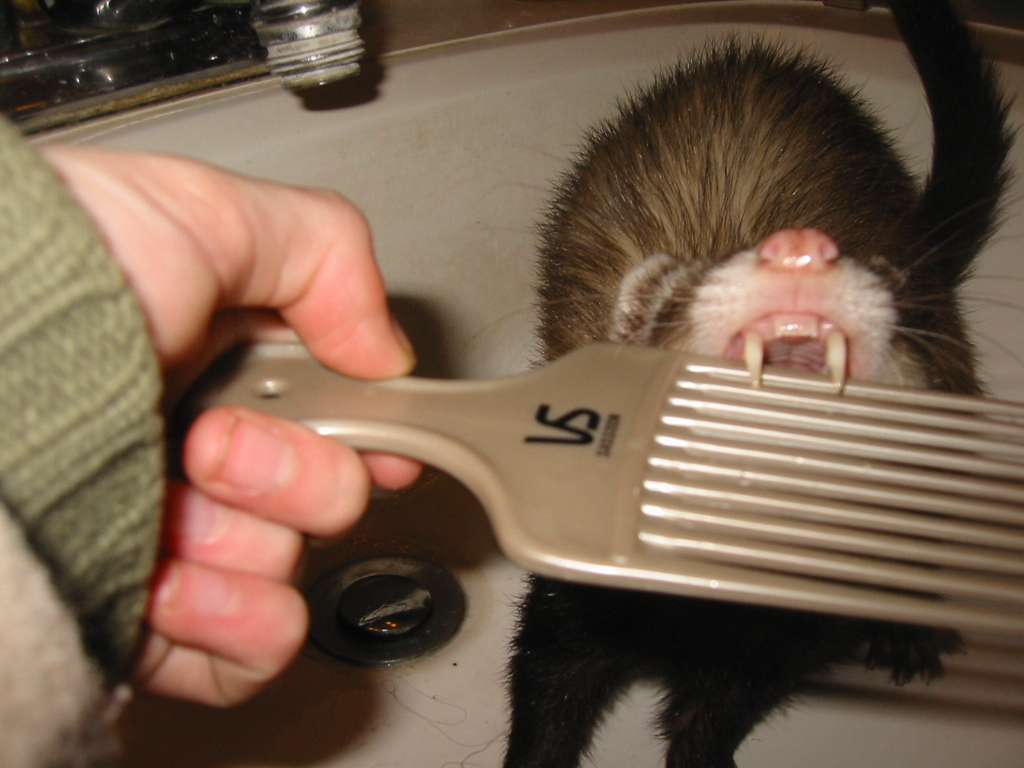
Furão brincando, puxando um pente.

Os furões são extremamente sociais entre si, entregando-se às brincadeiras e atividades com outros furões com bastante facilidade.
São considerados monogâmicos, sendo que, é comum observar que, após a morte de um dos elementos do casal, o animal sobrevivente frequentemente morre passados alguns dias, provavelmente por motivos de solidão ou depressão. Por esta razão, os principais criadores recomendam a colocação de três animais juntos como forma de evitar a morte por solidão, sendo que, no entanto, a criação de animais solitários é possível desde quando acompanhada de perto com bastante atenção e disponibilização de tempo para jogos e brincadeiras.
Os furões são por vezes observados em atividades lúdicas com gatos e pequenos cachorros, mas é recomendado bastante cuidado sempre que possam estar em companhia de animais desconhecidos, particularmente cães da raça terrier ou outras raças desenvolvidas ou treinadas com habilidades para a caça de animais do tamanho do furão.
Dificilmente os furões conseguirão socializar com coelhos ou ratos, uma vez que estes fazem parte da sua cadeia alimentar natural.

### Convivência com crianças
Os furões podem ser maravilhosos animais de estimação para as crianças. Contudo, é recomendado vigiar com maior atenção as crianças menores. Com o passar dos anos as crianças devem ser ensinadas a cuidar do furão e segurá-los, como com qualquer outro animal doméstico.
Muitas vezes as crianças tratam furões como brinquedos e tentam abraçá-los com força, o que pode sufocar o animal, provocando uma tentativa de fuga em pânico, possivelmente gerando arranhões ou mesmo mordidelas em situações extremas. É recomendado observar de perto a convivência entre os animais e as crianças muito pequenas para a proteção de ambos.

### Atividades lúdicas

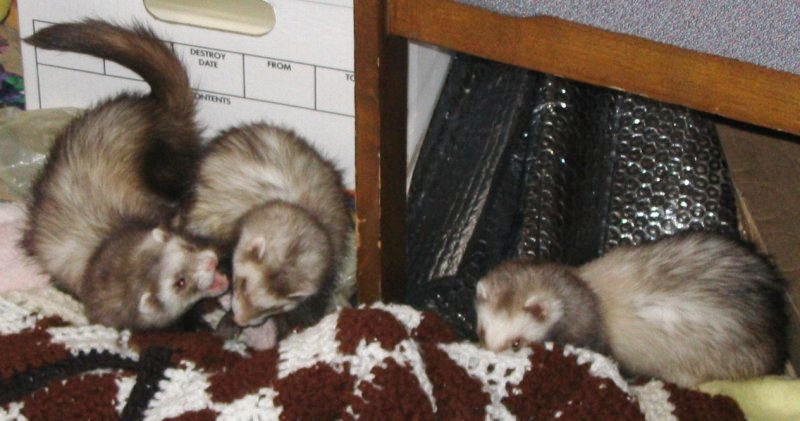
Furões em actividades lúdicas.

Devido ao fato dos furões serem animais sociáveis, na sua maioria, são brincalhões e gostam de interagir com as pessoas, sendo que, os jogos preferidos são, geralmente, pega-pega (no Brasil ou apanhada em Portugal), ou, similarmente, jogos de  caça e caçador com os humanos, onde o furão desempenha por vezes o papel da caça e outras o do caçador.
A maioria dos brinquedos usados com gatos jovens são interessantes também para o furão, no entanto, os brinquedos de borracha ou isopor (esferovite) que possam ser despedaçados através de mordidas não devem ser usados pelo furão, de modo a evitar a possibilidade de serem engolidos. Os furões são conhecidos pelo sua preferência em brincar de cabo-de-guerra com brinquedos e animais de pelúcia.
Em situações de particular agitação, o furão executa a dança de guerra da doninha, que consiste numa série de saltos laterais de forma frenética, geralmente acompanhado com ligeiros sons semelhantes a tosse ou guinchados.
Tal como os gatos jovens, os furões não costumam morder seus donos, mas os criadores indicam que é frequente observar ligeiras mordiscas (mordidelas) nos dedos, indicando por outro lado que apenas os animais sujeitos a maus tratos ou em situação de dor ou perigo poderão morder um ser humano. Ainda a exemplo dos gatos, os furões estão dotados de mandíbulas fortes e dentes em forma de agulha, sendo que, quando realmente mordem, facilmente furam a pele humana.

#### Dieta
O furão é um animal carnívoro restrito. Precisam de uma dieta com alta percentagem de proteína e gordura. Não devem ser alimentados com frutas, vegetais ou cereais.
Existe no mercado uma grande variedade de comidas para furões comercializadas em lojas de animais de estimação um pouco por todas as cidades do mundo. Comidas de gatos ou gatinhos podem ser usadas, uma vez que contêm altas quantidades de proteínas e gorduras essenciais para o metabolismo do animal. De preferência, a comida do furão deve conter entre 32% a 38% de proteínas e entre 15% a 20% de gorduras.
De uma forma geral, os furões gostam de comidas doces ou frutos secos, tais como uva passa, pasta de amendoim ou pedaços de cereais. Tais comidas devem ser evitadas ou a incapacidade do animal em digerir estes alimentos podem provocar doenças, tais como a insulinoma e outras.
Alguns criadores disponibilizam rações à base de carnes de galinha, sub-produtos animais e ossos, ou roedores, tais como camundongos e ratos, o que pode ser comum na Europa, sendo também cada vez mais popular nos Estados Unidos à medida que aumenta o conhecimento dos malefícios das comidas processadas com sua alta quantidade de açúcares e carboidratos.

#### Cuidados veterinários
Os criadores recomendam uma visita ao veterinário pelo menos uma vez por ano, sendo que os furões costumam esconder com sucesso os sintomas de doenças. É recomendado observar qualquer comportamento fora do comum, a fim de efetuar uma consulta imediata ao veterinário.

#### Manutenção física
A maioria dos furões muda de pêlo duas vezes por ano, uma na primavera e outra no outono, sendo que, durante estes períodos, é recomendável a escovação regular e a administração de produtos laxantes de forma a criar uma protecção contra a ingestão de pelos em demasia.
Os banhos frequentes não são recomendados, e a maioria dos veterinários indica que não devem ser dados mais do que um banho por mês, sendo que, muitos criadores nunca o fazem, à excepção de quando possa ocorrer algo que justifique a lavagem. É dado adquirido que, os banhos frequentes podem de fato aumentar o cheiro natural do animal, já que sua pele repõe a oleosidade natural perdida na lavagem.Um furão pode tomar banhos anuais.
O corte frequente das unhas e a manutenção de uma boa limpeza nas orelhas é outra das principais recomendações para o bem estar do animal.

## Classificação de espécies por cores

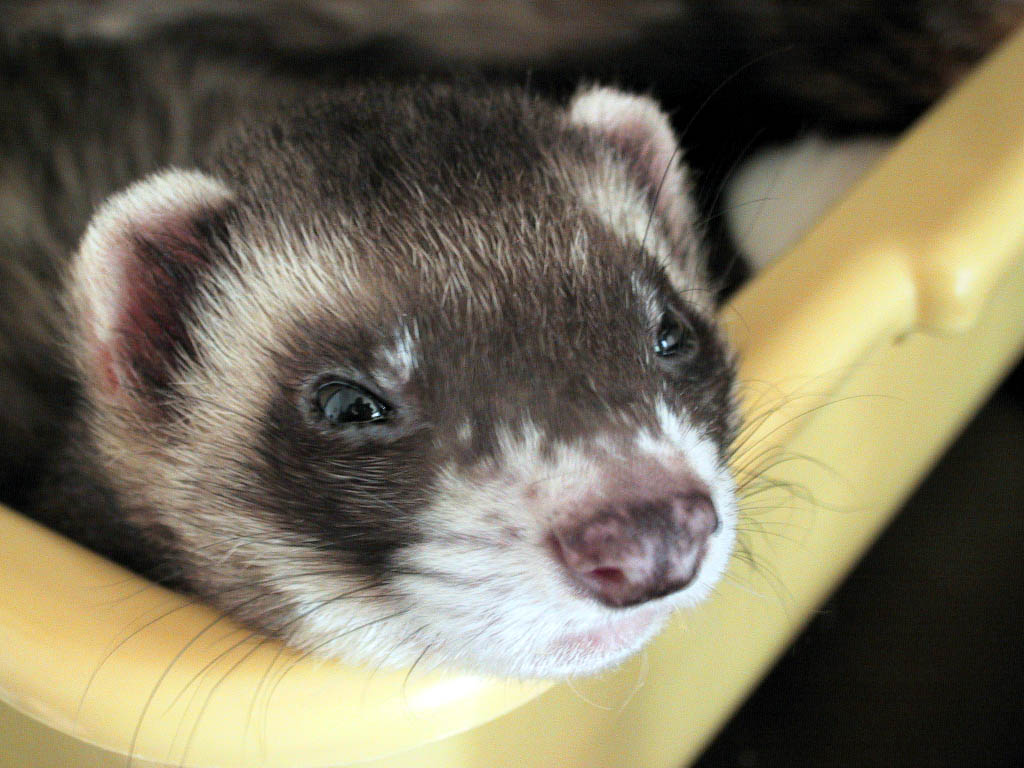
O furão sablê chocolate, a variação de cor mais comum.

Os furões costumam mudar ligeiramente de cor conforme as estações do ano, sendo que ganham uma tonalidade mais clara no inverno do que no verão. Em muitos animais, é possível observar também a mudança de cor para tons mais claros à medida que envelhecem.
Nos Estados Unidos, as diferentes associações de criadores de furões reconhecem diferentes cores para a classificação das espécies, o que apenas é considerado importante em casos de competições ou exibições.

### Vacinação
O vírus da cinomose é mortal para os furões, pelo que os criadores recomendam a sua vacinação. Em alguns países em que é permitida a criação doméstica, a vacinação contra a raiva é exigida embora a incidência desta doença no furão seja extremamente baixa.
Atualmente não existe qualquer registro de que um furão tenha transmitido raiva aos seres humanos.[carece de fontes?]

### Albino
- Pelagem principal: branco e creme
- Subpelo: branco e creme
- Olhos: vermelhos
- Focinho: rosado

### Sable
- Pelagem principal: marrom intenso
- Subpelo: branco e creme
- Olhos: castanhos ou castanhos escuros
- Focinho: castanho claro
- Máscara: completa e bem definida

- - Sable Siamês

Corpo castanho claro e membros (patas) escuras formando um contraste definido. A máscara deve estar presente.
- - Sable Blaze

Caracteriza-se pela presença de uma faixa branca na cabeça, desde a fronte, passando entre as orelhas e descendo até à nuca ou ombros.
- - Sable Point

Possui pêlos brancos entremeados ao pêlo princila (que é castanho), dando um aspecto de mesclado. Geralmente os joelhos são brancos e pode possuir um babador (pescoço) branco.
- - Sable Panda

A cabeça é completamente branca, incluindo o pescoço. Os pés, pernas e abdômen também são brancos.
- - Sable Mitt

Apresenta as patas brancas. Pode haver um babador branco (mancha sob o queixo, no pescoço).

### Silver
- Pelagem principal: cinza escuro um pouco enegrecido
- Subpelo: branco ou creme
- Olhos: castanhos escuros ou próximo do negro
- Focinho: castanho enegrecido

- - Silver Mitt

Possui uma mancha branca no pescoço (babador), abaixo do queixo. As patas devem ser brancas.

### Branco com olhos negros
- Pelagem principal: branco e creme
- Subpelo: branco e creme
- Olhos: negros ou cor de vinho
- Focinho: rosado

### Branco Stripe
- Todo branco, com uma faixa negra no dorso, olhos negros ou cor de vinho.

### Champagne
- Pelagem principal: castanho claro quase dourado
- Subpelo: branco e creme
- Olhos: cor de vinho
- Focinho: rosado

### Chocolate
- Pelagem principal: marrom cor de achocolatado, mas na ponta da cabeça (focinho), a pelagem é totalmente branca.
- Subpelo: branco
- Olhos: castanhos ou cor de vinho
- Focinho: rosado
- Máscara: ausente ou pouco definida

## Legislação

### No Brasil
A legislação brasileira não proíbe a criação de furões de espécies exóticas. Já a captura, caça ou criação de cativeiro de espécies silvestres são proibidas. O Instituto Brasileiro do Meio Ambiente e dos Recursos Naturais Renováveis exige que os furões sejam castrados e munidos de um microchip ao entrarem no país, bem como que sejam acompanhados de um documento legal contendo uma declaração de responsabilidade pelo animal por parte dos criadores, obrigando-os a informarem, ao Instituto Brasileiro do Meio Ambiente e dos Recursos Naturais Renováveis, qualquer decisão de doação ou venda do mesmo.[carece de fontes?]

### Em Portugal
Ao abrigo do Decreto-lei 211, de 3 de Setembro de 2009, pela Portaria 7, de 2010, os furões passaram a ser permitidos como animais de companhia, desde que registados no Instituto da Conservação da Natureza e da Biodiversidade.[carece de fontes?]